# Andorijanci
Andorijanci su fiktivna vrsta koja se pojavljuje u Zvjezdanim stazama. Jedni su od osnivača Ujedinjene Federacije Planeta. Humanoidna su vrsta s mjeseca Andora koji se nalazi u orbiti plinovitog diva. Prvi kontakt između ljudi i Andorijanaca se zbio 2151. godine, kad je svemirski brod Enterprise došao posjetiti vulkanski samostan, za koji su Andorijanci mislili da je špijunska postaja. Do ulaska u Fedraciju bili su nasilni i paranoično sumnjičavi.

## Karakteristike Andorijanaca
Andorijanci imaju plavu kožu, bijelu kosu i dvije antene koje im služe za održati ravnotežu. Niži su od ljudi, krv im je plave boje i brza su metabolizma. Osjetljivi su na toplinu.